# Валентейн, Йос
Йос Валентейн (нидерл. Jos Valentijn, род. 28 марта 1952 года, Южная Голландия, Нидерланды) — нидерландский конькобежец; серебряный призёр чемпионата мира, 3-кратный чемпион Нидерландов и 3-кратный призёр чемпионата Нидерландов в спринтерском многоборье, 9-кратный рекордсмен Нидерландов.

## Биография
Йос Валентейн родился в городке Тер-Ар, который благодаря двум победителям ультрамарафона по одиннадцати городам – двоюродным братьям Яну Вихельму ван дер Хорну и Яну Якобу ван дер Хорну - уже занимает особое место в истории голландского конькобежного спорта. Йос начал заниматься конькобежным спортом в возрасте 13 лет, благодаря успехам конькобежцев Арда Схенка и Киса Веркерка.. В 1969-м и 70-м годах он занимал 3-е места в многоборье на юниорских чемпионатах Нидерландов.
В 1970 году стал бронзовым призёром в спринтерском многоборье на чемпионате Нидерландов и в 1971 году был приглашён в основную команду Нидерландов (KNSB). Ему сообщили, что он должен быть готов специализироваться на беге на короткие дистанции, так как спринтеров в стране не хватало. За несколько месяцев он улучшил свой личный рекорд на дистанции 500 метров с 40,2 до 39,44, в то время как его прогресс на дистанции 1000 метров (с 1.22.8 до 1.20.01) был намного больше.
В 1972 году 19-летний Валентейн дебютировал на чемпионате мира в спринтерском многоборье и занял 10-е место, но на олимпиаду не попал, благодаря чиновникам KNSB и НОК, которые мотивировали тем, что он всё ещё молод, его время придет. Летом 1972 года была наспех создана американским инвестором Нэдом Нили Профессиональная ассоциация ISSL (Международная лига конькобежного спорта),  в которую перешли многие любительские спортсмены. Они были немедленно отстранены от участия во всех соревнованиях под флагом ISU или Национальной ассоциации.
Валентейн тоже почувствовал свой шанс, несмотря на то, что российские любители не перешли на ISSL. Уже в 1973 году он выиграл чемпионат Нидерландов в спринте и на чемпионате мира в спринтерском многоборье в Осло стал серебряным призёром, уступив  только советскому спортсмену Валерий Муратову. В том же году он перешёл в ISSL, поверив Нэду Нили про большие деньги. Он провёл одно соревнование среди профессионалов, где дважды выиграл 1000 метров и не получил обещанные деньги, после чего вернулся в любители. Однако наказание было отстранением на год от всех соревновании. Он поддерживал свой уровень физической подготовки в Ассоциации лёгкой атлетики под руководством своего тренера по фитнесу Хенка Гемсера.
В конце 1973 года ему разрешили соревноваться, но только в сезоне 1974/75. В 1975 году Валентейн занял 2-е место на чемпионате страны в спринте, а через год вновь стал чемпионом и участвовал на чемпионате мира в спринтерском многоборье, где шёл на золотую медаль, но на последней дистанции 1000 метров был дисквалифицирован за три фальстарта. На олимпиаду он вновь не попал, так как МОК очень строго наказывал, когда дело касалось (бывших) профессионалов. В 1977 году стал третий раз чемпионом Нидерландов и на домашнем чемпионате мира в спринтерском многоборье в Алкмаре занял 4-е место, пробежав плохо дистанцию 1000 м. 
В 1978 году Валентейн вновь был близок к подиуму на чемпионате мира в спринтерском многоборье, но снова занял 4-е место, а на чемпионате Нидерландов в спринте занял 2-е место. В том году он узнал, что отстранён от олимпийских игр пожизненно и его карьера пошла по нисходящей. В 1979 году он был пятым на национальном чемпионате, в 1980 году он выбыл на последних 1000 метрах. Так закончилась конькобежная карьера одного из самых талантливых спринтеров Нидерландов.

## Личная жизнь
Йос Валентейн в 1976 году женился на голландской конькобежке Хайтске Пейлман. В 1985 году у них родилась дочь Рикст. Их дочь занималась гимнастикой и участвовала за сборную Нидерландов, но из-за травм в 18-летнем возрасте завершила карьеру.. Сам Валентейн работает спортивным физиотерапевтом и имеет собственную практику в Херенвене. В течение нескольких лет он был членом комитета по топспорту Лангебана KNSB. Сегодня он входит в наблюдательный совет ледового стадиона "Тьялф".